# Gyrinops
Gyrinops es un género botánico con nueve especies de plantas de flores perteneciente a la familia Thymelaeaceae

## Especies seleccionadas
- Gyrinops caudata
- Gyrinops decipiens
- Gyrinops ledesmannii